# IC 1345
IC 1345 ist eine elliptische Galaxie vom Hubble-Typ E im Sternbild Wassermann.
Das Objekt wurde am 5. August 1891 von dem Astronomen Stéphane Javelle entdeckt.